# Chico Island
Chico Island ist eine philippinische Insel in der Provinz Masbate. Sie liegt etwa 16 km vor der Südküste der Insel Masbate, 12 km nordwestlich der Insel Naro, und ca. 20 km nördlich liegt die Insel Peña. Chico Island liegt im Golf von Asid, im Norden der Visayas-See und wird von der Stadtgemeinde Cawayan aus verwaltet. Auf der Insel liegt der gleichnamige Barangay Chico Island. Dieser wird als dörflich beschrieben und hatte bei der Volkszählung 2020 exakt 2572 Einwohner.
Der Küstenlinie der etwa 1,4 km langen und ca. 0,7 km breiten Insel sind Seegraswiesen vorgelagert. Die Topografie der Insel ist gekennzeichnet durch ein flaches Terrain ohne größere Erhebungen. Der Pflanzenwuchs der Insel besteht aus einer tropischen Vegetation, die größtenteils aus Kokospalmen und Büschen besteht. Die Bevölkerung lebt hauptsächlich vom Fischfang, im Inselinneren finden sich auch kleinere landwirtschaftlich genutzte Flächen. An der nördlichen Küstenlinie der Insel finden sich größere Mangrovenwälder. Diese stehen seit dem 23. April 2000 unter Naturschutz. Auf einer Fläche von 7,77 Hektar wurde das Chico Island Wildlife Sanctuary eingerichtet.
Eine Fährverbindung zur Insel besteht vom Hafen in Cawayan aus. Die Überfahrt dauert ca. 45 Minuten.